# Марія Кріштіна Серпа ди Алмейда
Пані Марія Кріштіна Серпа ди Алмейда (порт. Maria Cristina Serpa dy Almeida; нар. 28 червня 1953) — португальський дипломат. Надзвичайний і Повноважний Посол Португалії в Україні (2014—2019).

## Життєпис
Народилася 28 червня 1953 року в місті Гетеборг у Швеції. Закінчила економічний факультет Вищого інституту економіки та управління при Технічному університеті Лісабона. Володіє англійською, французькою, іспанською, та німецькою мовами.
З 1980 року на дипломатичній роботі працювала на посадах: Аташе посольства при Державному секретаріаті МЗС Португалії з 22.11.1980; Третього секретаря посольства МЗС Португалії з 7.05.1983;
Другого секретаря посольства МЗС Португалії з 10.09.1984; У посольстві Португалії в Мадриді, Іспанія з 28.11.1985; Перший секретар посольства, з 8.8.1990; працювала в Державному секретаріаті МЗС Португалії з 30.04.1991; Голова Інфраструктурного відділу Адміністративно-господарського департаменту МЗС Португалії з 2.5.1991; Директор Адміністративно-господарського департаменту Генерального управління з консульських, фінансових та майнових питань МЗС Португалії з 22.12.1993; Директор Генерального управління з майнових питань МЗС Португалії з 1.09.1995;заступник Постійного представника Португалії в Організації економічного співробітництва та розвитку, Париж з 7.10.1996; Директор Генерального управління з майнових питань МЗС Португалії з 6.09.2000; Директор Департаменту CIFRA МЗС Португалії з 1.7.2001;
З 29 червня 2005 — Генеральний консул Португалії в Люксембурзі
У 2009—2014 рр. — заступник Постійного представника Португалії в НАТО.
З 22 вересня 2014 по 2019 — Надзвичайний і Повноважний Посол Португалії в Києві (Україна).
17 жовтня 2014 — вручила копії вірчих грамот Першому заступнику міністра закордонних справ України Наталі Галібаренко.
1 грудня 2014 року — вручила вірчі грамоти Президенту України Петру Порошенку.

## Нагороди та відзнаки
- Офіцер Ордену Інфанта Дона Енріке,
- Офіцер Ордену «За заслуги» Великого Герцога Люксембурзького,
- Кавалер Ордену Фенікса (Греція),
- Кавалер Ордену «За заслуги» (Італія),
- Орден срібного хреста (Югославія)